# Ла Комуне-Теризи (Лече)
Ла Комуне-Теризи (итал. La Comune-Terrisi) је насеље у Италији у округу Лече, региону Апулија.
Према процени из 2011. у насељу је живело 318 становника. Насеље се налази на надморској висини од 185 м.